# Diemannskirchen

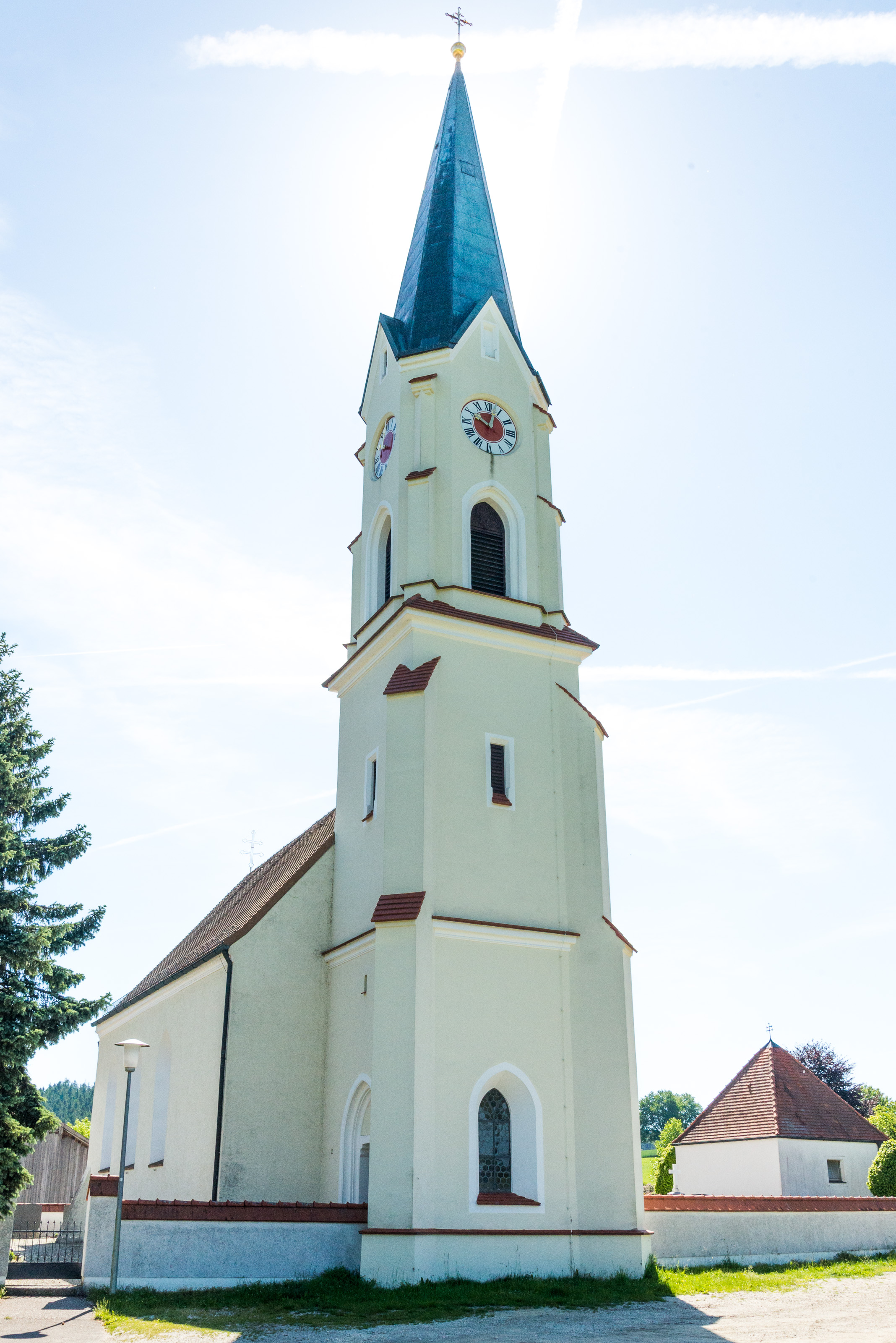
Die Filialkirche St. Margaretha

Diemannskirchen ist ein Gemeindeteil des Marktes Geisenhausen im niederbayerischen Landkreis Landshut. Bis 1978 bildete es eine selbstständige Gemeinde.

## Lage
Das Pfarrdorf Diemannskirchen liegt an der Kleinen Vils etwa drei Kilometer nordöstlich von Geisenhausen an der Staatsstraße 2054.

## Geschichte
Der Ort wurde 926 bis 936 erstmals unter dem Freisinger Bischof Wolfram erwähnt. Damals tauschte der Edle Marawart seinen Besitz zu „Terremareschirichun“ mit dem gesamten  Besitz der Freisinger Domkirche St. Maria bei Helmsdorf nordöstlich von Diemannskirchen. Der Name des Ortes geht vermutlich auf die Eigenkirche eines Dietmar zurück. Das Bistum Freising hatte dort wesentlichen Besitz, der in einer Tauschurkunde von zwischen 1039 und 1047 mit dem Bischof von Augsburg getauscht wurde.
Im Steuerregister von 1482 gehörte „Tarmaßkirchen“ zur Obmannschaft Hungerham und Buch des Amtes und Gerichtes Biburg (Vilsbiburg). 1752 gehörte Diemannskirchen mit zwölf Anwesen zur Obmannschaft Rebensdorf im Amt Kirchberg des Landgerichtes Vilsbiburg. 1811 wurde der Steuerdistrikt Diemannskirchen im Rentamt Teisbach des Landgerichtes Vilsbiburg gebildet, der zwei Dörfer, acht Weiler und zwölf Einöden umfasste. Aus diesem ging 1818/1821 unverändert die landgerichtische Gemeinde Diemannskirchen hervor. Sie gehörte ab 1862 zum Bezirksamt Vilsbiburg und ab 1939 zum Landkreis Vilsbiburg. Am 1. Mai 1978 wurde die Gemeinde Diemannskirchen im Zuge der Gebietsreform in den Markt Geisenhausen eingemeindet.

## Sehenswürdigkeiten
- Filialkirche St. Margaretha. Die Saalkirche mit eingezogenem Chor ist eine spätromanische Anlage des 13. Jahrhunderts. Der Chor wurde im 15. Jahrhundert gewölbt, die Gewölbe des Langhauses und der Westturm mit Spitzhelm stammen von 1882. Die Ausstattung ist neugotisch.
- Turmhügel Diemannskirchen

## Vereine
- Freiwillige Feuerwehr Diemannskirchen
- Bayerischer Bauernverband Ortsverband Diemannskirchen
- Katholische Landjugend Diemannskirchen